# Заручей (Лисестровское сельское поселение)
Заручей — деревня в Приморском районе Архангельской области. Входит в состав Лисестровского сельского поселения (муниципальное образование «Лисестровское»).

## Географическое положение
Деревня расположена в полукилометре к югу от водотока Исакогорка (Цигломинка). На юге и западе от населённого пункта проходят пути Северной железной дороги. К западу от деревни расположены также железнодорожная станция Исакогорка и федеральная автомобильная дорога М8 «Холмогоры». Ближайшие населённые пункты Лисестровского сельского поселения — деревни Исакогорка и Саломат — расположены к северу и востоку, соответственно.

## Население
| 2002 | 2010 | 2012 |
| ---- | ---- | ---- |
| 14   | ↗20  | ↗26  |

Численность населения деревни, по данным Всероссийской переписи населения 2010 года, составляла 20 человек. 
| Население                            | на 1 января 2010 года |
| ------------------------------------ | --------------------- |
| В возрасте до 16 лет                 | 2                     |
| Трудовые ресурсы (из них работающих) | 13 (13)               |
| Пенсионеры                           | 11                    |
| Всего                                | 26                    |
| Прибыло / выбыло (за год)            | 2 / 1                 |
| Родилось / умерло (за год)           | 1 / 0                 |

## Инфраструктура
Жилищный фонд деревни составляет 2,2 тыс. м². Объекты социальной сферы и стационарного торгового обслуживания населения на территории населённого пункта отсутствуют.